# Suzuki Masatsugu

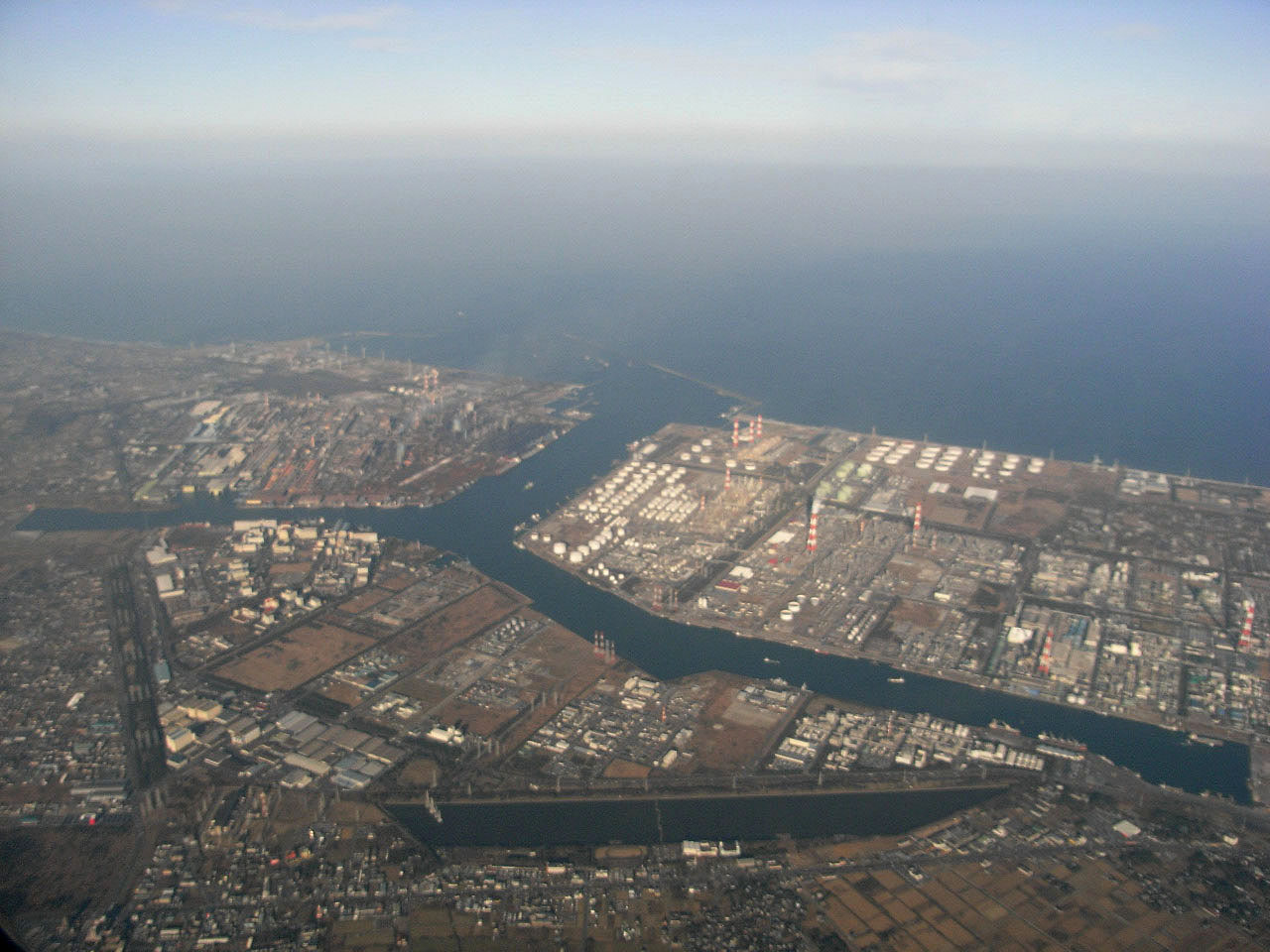
Hafengelände von Kashima

Suzuki Masatsugu (japanisch 鈴木 雅次; geboren 6. März 1889 in Matsumoto (Präfektur Nagano); gestorben 28. Mai 1987) war ein japanischer Hochbauingenieur.

## Leben und Wirken
Suzuki Masatsugu machten 1914 seinen Studienabschluss an der Universität Kyūshū und nahm seine Arbeit im Department für öffentliche Arbeiten im Innenministerium auf. Er arbeitete dort bis 1945 und übernahm 1946 eine Professur an der Nihon-Universität, die er bis 1963 innehatte. Er war Vorsitzender der (日本土木学会, Nihon doboku gakkai), (港湾審議会, Kōwan shingi-kai) und andere Einrichtungen.
Suzuki hatte sich auf Hafenbau spezialisiert und wurde bekannt mit dem Ausbau des Hafengeländes von Kashima (鹿島臨海工業地帯, Kashima rinkai kōgyō chitai) zu einem Industriegebiet. Zu seinen Publikationen gehören
- „Hafenbau“ (港湾工学, Kōwan kōgaku) 1933,
- „Der Fluss“ (河, Kawa) 1941 und
- „Der Baumeister“ (土木屋さん, Dobokuya-san) 1956.

1968 wurde Suzuki als Person mit besonderen kulturellen Verdiensten geehrt und im gleichen Jahr mit dem Kulturorden ausgezeichnet.